# Aéroport de Thicket Portage
L'aéroport de Thicket Portage est un aéroport situé au Manitoba, au Canada.